# Terland klopp
Terland klopp – kamienny most nad rzeką Gyaåna w gminie Eigersund w Norwegii. 

## Historia
Most powstał na początku XIX wieku. Zbudowano go z naturalnego kamienia i ma 21 prostokątnych kamiennych filarów pomiędzy którymi są przepusty mierzące od 113 do 195 cm. Most był kilkakrotnie poprawiany, a w 1867 roku poszerzono go na wniosek okolicznych rolników do szerokości co najmniej 3 łokci (1,86 metra). Ponieważ był zbyt niski i podczas powodzi zalewała go woda w latach 1902-03 most podniesiono i ponownie poszerzono. Zniszczenia kamiennych płyt naprawiono umieszczając podkłady i szyny kolejowe. W latach 1986–1989 most odnowiono dzięki wsparciu Riksantikvaren, gminy Eigersund i Statens vegvesen (Norweskiego Urzędu Dróg Publicznych). Po powodzi w grudniu 1992 roku konstrukcja mostu została uszkodzona, a żwir wysypany na podkładach wymyty. Norweski Zarząd Dróg Publicznych w 1993 roku odnowił most dodając nowe kamienne płyty. W celu zabezpieczenia mostu pod pokładem żwiru wylano betonowy podkład. W 1993 roku zaproponowano zgłoszenie mostu do wpisu na listę światowego dziedzictwa UNESCO. W 2008 roku most został wpisany do rejestru zabytków.

## Lokalizacja
Most znajduje się 15 km od Egersund i 3 km od Helleland. Od 1977 roku most jest zamknięty dla ruchu drogowego.

## Opis
Most ma 60 metrów długości. Minimalna szerokość wynosi 300 cm. Na kamiennych filarach zostały ułożone kamienne płyty, które pokryto piaskiem, żwirem i trawą. Obecnie kamienne płyty zostały zastąpione przez betonowe. 